# Garsa de mar australiana
La garsa de mar australiana (Haematopus fuliginosus) és una espècie d'ocell de la família dels hematopòdids (Haematopodidae) que habita costes rocoses d'Austràlia i Tasmània.